# Aimone da Romagnano
Aimone da Romagnano (Carignano, ... – Torino, settembre 1438) è stato un vescovo cattolico italiano.

## Biografia
Parente di una nobile famiglia piemontese, figlio di Antonio da Romagnano, già signore di Pollenzo, il 13 luglio 1411, dopo essere stato canonico di Oulx, venne eletto dall'antipapa Giovanni XXIII vescovo di Torino.
Nei primi anni del suo episcopato, ebbe una serie di controversie con gli abitanti di Cuneo, che volevano affrancarsi dalle decime da pagare alla curia torinese. Appellatosi a papa Martino V, nel 1417, Aimone ebbe la vittoria nella causa cuneese.
Nel 1432 Aimone fu presente, in qualità di testimone e mediatore, alla firma del trattato di pace, tenuto a Torino, tra Amedeo VIII di Savoia e Giovanni Giacomo del Monferrato.
Morì verso la fine di settembre del 1438.